# 科拉西布
科拉西布（Kolasib），是印度米佐拉姆邦Kolasib县的一个城镇。总人口18852（2001年）。

## 人口
该地2001年总人口18,852人，其中男性9,648人，女性9,204人；0—6岁人口2,485人，其中男1,239人，女1,246人；识字率81.81%，其中男性为82.90%，女性为80.66%。